# Belvedere Gardens
Belvedere Gardens es un área no incorporada ubicada en el condado de Los Ángeles en el estado estadounidense de California.

## Geografía
Belvedere Gardens se encuentra ubicada en las coordenadas 34°1′40″N 118°9′46″O / 34.02778, -118.16278.